# Xarxa de freqüència múltiple

Model de xarxa multifreqüència
A dalt:Xarxa multifreqüència
A baix:Xarxa monofreqüència

Les xarxes de dades, com les xarxes de comunicació sense fils, han d'escollir entre oferir un servei personalitzat a cada usuari o proveir un servei a un gran nombre de terminals.
Per exemple, la distribució de contingut multimèdia (com la televisió, tan analògica com digital (TDT)) a un gran nombre de subscriptors o usuaris és un problema complicat a causa de la limitació de l'espectre de freqüències. Per tant, és un problema important pels operadors de xarxa, els proveïdors de continguts i els proveïdors de serveis el fet de distribuir contingut i/o altres serveis d'una manera eficient i ràpida.
En televisió analògica aquest sistema és el que predomina, però en la TDT s'està passant en molts casos a la Xarxa de freqüència única (SFN) a causa dels avantatges que comporta aquest pas.

## Funcionament
Les xarxes de freqüència múltiple (MFN o Multiple Frequency Network) és un tipus de xarxa on diferents freqüències (canals de RF o radiofreqüències) són utilitzats per transmetre contingut audiovisual. Hi ha dos tipus destacats de xarxes de freqüència múltiple, les horitzontals i les verticals.
Les xarxes de freqüències múltiples horitzontals són aquelles on la distribució dels senyals transmesos es fa en canals de radiofreqüència diferents en diferents àrees. El contingut del senyal pot ser el mateix o diferent en els diferents canals de RF. Per exemple Televisió de Catalunya pot fer servir diferents canals de RF a les diferents províncies per així tenir la possibilitat de fer desconnexions i emetre continguts diferents.
L'altre tipus, les xarxes de freqüències múltiples verticals són les que en cada canal de radiofreqüència són usats en les diferents àrees per transmetre contingut diferent amb el propòsit d'incrementar la capacitat de la xarxa (per oferir majors continguts a l'usuari o destinatari final). Per exemple en l'àrea de Barcelona, cada canal de RF transmetrà continguts diferents.
El desplegament de les xarxes de freqüència múltiple serà vertical en algunes àrees i horitzontal en d'altres.
En una xarxa de freqüència múltiple vertical típica, la infraestructura local d'operacions (LOI o local operations infraestructure) ha de transmetre diferents senyals sobre múltiples canals de RF en una determinada regió geogràfica. Cada senyal pot contenir un o més continguts, que poden ser seleccionats pels receptors (en un canal de RF en TDT normalment hi viatgen 4 programes diferents, depenen de la qualitat d'aquests). Les LOI adjacents poden utilitzar el mateix o diferents canals de RF.
Durant l'operació, el receptor podrà canviar el canal de RF a petició de l'usuari. També podrà canviar de canal de RF sempre que l'adquisició del contingut fos errònia deguda a la mobilitat del receptor, a la seva situació o altres condicions del canal. La mobilitat del receptor es defineix com al possible canvi d'àrea de cobertura d'un determinat LOI cap a un altre LOI veí.
Típicament, el receptor canviarà de canal de RF cap a algun que transporti el contingut desitjat per l'usuari. En cas que falli, és possible que el contingut es trobi en algun altre canal de RF a causa de la proximitat dels diferents LOI’s.
També cal destacar que és possible que als diferents canals de RF de cada LOI es puguin introduir gran varietat de contingut addicional (Per exemple el teletext, subtítols o contingut interactiu) i que si el receptor, de manera aleatòria, selecciona un contingut en un canal de RF d'un LOI determinat, és possible que els continguts addicionals no hi siguin presents, ja que es pot donar el cas que no tots els LOI els difonguin.
Per tant, seria desitjable aconseguir un sistema que permeti al receptor seleccionar el canal de RF associat al LOI que transporti els màxims continguts addicionals. Així permetria a l'usuari una major satisfacció, ja que s'accediria als continguts addicionals de la forma més ràpida i eficient possible.